# Arman'
Arman' (in lingua russa Армань) è un centro abitato dell'Oblast' di Magadan, situato nell'Ol'skij rajon, alla foce dell'omonimo fiume.